# Polly Bergen
Pour les articles homonymes, voir Bergen.
Polly Bergen, née le 14 juillet 1930 à Knoxville dans le Tennessee et morte le 20 septembre 2014 à Southbury dans le Connecticut, est une actrice, chanteuse et femme d'affaires américaine.

## Biographie

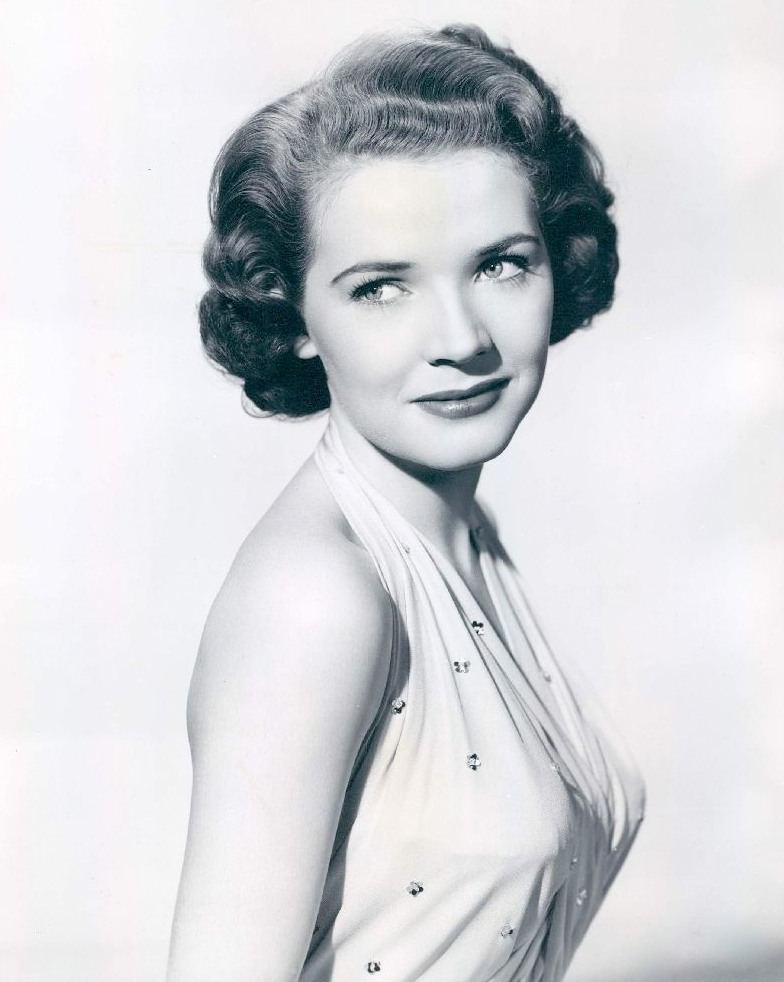
Polly Bergen en 1953

## Filmographie partielle

### Cinéma
- 1951 : Bon sang ne peut mentir (That's My Boy) de Hal Walker : Betty 'Babs' Hunter
- 1951 : Le Sentier de l'enfer (Warpath) de Byron Haskin : Molly Quade
- 1952 : Le Cabotin et son compère (The Stooge) de Norman Taurog : Mary Turner
- 1953 : Le Mystère des Bayous (Cry of the Hunted) de Joseph H. Lewis : Janet Tunner
- 1953 : Arena de Richard Fleischer : Ruth Danvers
- 1954 : Fort Bravo (Escape from Fort Bravo) de John Sturges : Alice Owens
- 1962 : Les Nerfs à vif (Cape Fear) de J. Lee Thompson : Peggy Bowden
- 1963 : La Cage aux femmes (The Caretakers) de Hall Bartlett : Lorna Melford
- 1963 : Pousse-toi, chérie (Move Over, Darling) de Michael Gordon : Bianca Steele
- 1964 : Un mari à tout faire (Kisses for My President) de Curtis Bernhardt  : la présidente des États-Unis Leslie McCloud
- 1990 : Cry-Baby de John Waters : Mrs. Vernon-Williams
- 1995 : Dr Jekyll et Ms Hyde de David Price : Mrs. Unterveldt
- 2012 : Struck (Struck by lighting) : la grand-mère de Carson Phillips

### Télévision
- 1977 : La croisière s'amuse, saison 1
- 1983 : Le Souffle de la guerre, saisons 1 à 7 de Herman Wouk : Rhoda Henry
- 1985 : Arabesque, saison 2 épisode 4 L'École du scandale, d'Arthur Allan Seidelman : Jocelyn Laird
- 1991 : Ici bébé (Baby Talk) : Doris Campbell
- 1993: Perry Mason: la formule magique: Barbara Fox
- 1995 : La Part du mensonge (The Surrogate) de Jan Egleson et Raymond Hartung : Sandy Gilman
- 1996 : Au-delà des maux (For Hope) de Bob Saget : Molly
- 2003 : Les Soprano, saison 5, épisode 7 Gentleman Tony de Steve Buscemi : Fran Felstein
- 2005,  2006  : Commander in Chief : Kate Allen, saison 1, 10 épisodes
- 2007, 2009, 2011 : Desperate Housewives : Stella Wingfield